# 馬奇堡 (喬治亞州)
馬奇堡（英語：Fort Mudge）是位於美國喬治亞州布蘭特利縣的一個非建制地區。該地的面積和人口皆未知。

## 地理
馬奇堡的座標為31°03′52″N 82°11′11″W / 31.06444°N 82.18639°W，而該地的平均海拔高度為40米（即131英尺）。